# ラウロ
ラウロ（伊: Lauro）は、イタリア共和国カンパニア州アヴェッリーノ県にある、人口約3,400人の基礎自治体（コムーネ）。

## 地理

### 位置・広がり

#### 隣接コムーネ
隣接するコムーネは以下の通り。括弧内のNAはナポリ県所属を示す。
- カルボナーラ・ディ・ノーラ (NA)
- ドミチェッラ
- モスキアーノ
- パーゴ・デル・ヴァッロ・ディ・ラウロ
- パルマ・カンパーニア (NA)
- クインディチ
- タウラーノ

## 行政

### 分離集落
ラウロには、以下の分離集落（フラツィオーネ）がある。
- Fontenovella, Migliano, Pignano, Ima